# Maurice Herzog
Maurice Herzog, född 15 januari 1919 i Lyon, död 13 december 2012 i Neuilly-sur-Seine, var en fransk bergsklättrare och politiker. Han är främst känd som grundare av UCPA och tjänstgjorde som minister för sport- och ungdomsfrågor under Charles de Gaulle 1958-1965.
Han blev 1950 den förste att bestiga en bergstopp över 8 000 meter, närmare bestämt berget Annapurna.
Maurice Herzog är examen från HEC Paris.